# Музей Ханенків, Золотий кабінет
Музей Ханенків, Золотий кабінет — мистецьки вартісний, світський  історичний інтер'єр 19 ст., збережений в київському музеї Ханенків.

## Історія

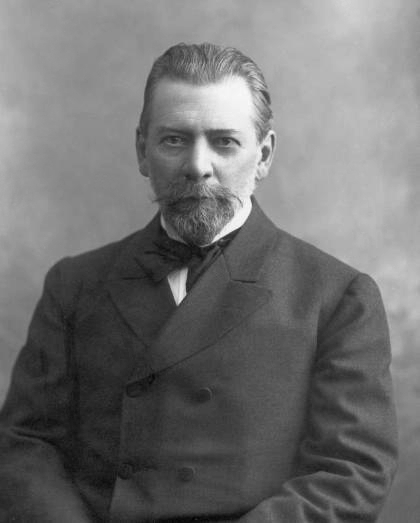
Б.І. Ханенко, архівне фото 1912 р.

Богдан Іванович Ханенко зацікавився мистецтвом в Санкт-Петербурзі, де працював в судовій системі після закінчення університету. В столиці Російської імперії надто відчувавлись впливи західноєвропейської культури в чудернацькій суміші з культурою російською та дворянською. Серед цих впливів — дворянські вечірки з музикуванням, зав'язуванням вигідних знайомств, бесіди про мистецтво. Джерелом підвищення власних знань стають відвідини багатих петербурзьких музеїв та мистецькі видання. На зміцнення мистецьких зацікавлень вплинули і численні крамнички Апраксіна двору, де роками торгували антикваріатом. Ханенко і був судовим наглядачем за крамницями Апраксіна двору, де бачив старовинний живопис, порцеляну, меблі, бронзові вироби доби ампір тощо. З цього почалося його колекціонування. Він записав : 
| Відвідини Ермітажу з розважальних прогулянок перетворились на дослідження. Чудові збірки картин полегшили знайомство з художниками старовинних шкіл і подали зразки для порівнянь. Твори абата Ланца про італійські школи, Карла бланка про митців різних шкіл та інші видання про живопис остаточно наблизили мене до старих майстрів і я закохався в них. Особливе світосприйняття цих майстрів, чистота їх вірувань, наївність їх, прямота і відвертість, іноді веселий гумор, а головне — любов до мистецтва — надали в моїх очах особливу зацікавленість в їх творах. В старовинних картинах воскресло для мене минуле та його діячі з усіма їх характерними особливостями, їх настроями, їх мисленням [1]. |

## Палац на вулиці Терещенківській

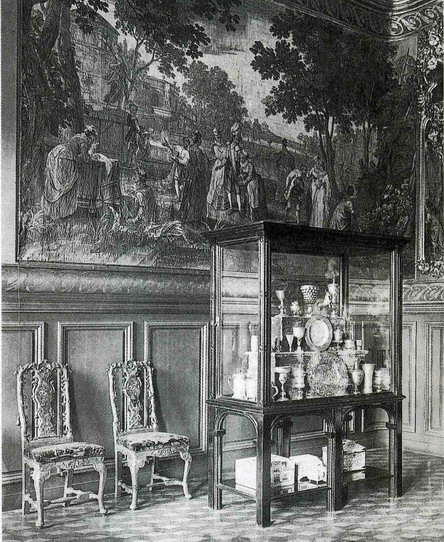
Музей Ханенків, Золотий кабінет, архівне фото 1890-х рр.

Вже до початку 20 ст. мистецьке зібрання Варвари та Богдана Ханенків мало твори з декількох століть. Постійне зростання зібрання не сприяло переїздам. 1888 року Богдан Іванович виходить у відставку  та оселяється в КиєвіКолекціонування та служіння мистецтву стають головними в його житті, бо велика колекція примушувала до постійного місця проживання та спокійно-захищеного власного існування. Для власної колекції Ханенки купують будинок-палац в стилістиці венеціанського відродження в Києві, де облаштовують низку його залів в історичних стилях (середньовіччя, відродження, бароко тощо). Так, мистецькі якості порцеляни та фаянсів Голландії 17-18 ст. підкреслювали оздоби Делфтської їдальні. 
Невеличкі зали не вміщали всіх картин збірки, тому вдалися до розташування полотен у декілька щільних смуг одна над одною. Понизу йшли дерев'яні панелі, рясно прикрашені старовинними лицарськими обладунками та історичною зброєю. Всі первісні експозиції  можна побачити  на архівних фото.

## Облаштування Золотого кабінету
Палацового характеру споруді надали пишні оздоби декількох залів другого поверху. Серед них був і Золотий кабінет. Назву отримав за визолочені карнизи і декор стелі в стилістиці неорококо. Декору зали взагалі приділили особливу увагу. Саме тут розмістили чотири гобелени 18 століття, створені за картонами французького художника Шарля Куапеля (1694-1752), що був керівником Паризької академії. Гобелени створили в майстерні Брюсселя на сюжети твору Сервантеса «Дон Кіхот». Інтер'єр набув унікальності і через саму серію гобеленів, і через відсутність в Україні колекціонерів, що збирали б систематичні колекції західноєвропейських гобеленів. 
Серія гобеленів була доповнена плафоном на стелі, котрий виконав іспанський художник Сальвадор Санчес Барбудо (1857-1917), назва плафону «Двобій Дон Кіхота з вітряками». 
Ще за часів Ханенків гобелени не чіпали і не затуляли живописом (як це робили інші), а в кабінеті демонстрували вітрини з порцеляною.